# علم الأحياء النمائي التطوري النباتي

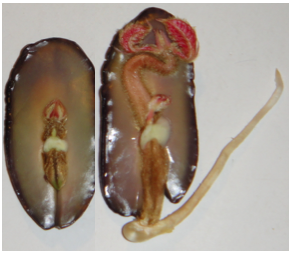

علم الأحياء النمائي التطوري (بالإنجليزية: Evolutionary developmental biology)‏ أو ما يعرف اختصارًا بالرمز (evo-devo) هو دراسة الأنماط النمائية من منظور تطوري، ويسعى إلى فهم التأثيرات المختلفة التي تحدد شكل الحياة على الكوكب وطبيعتها. ظهر علم الأحياء النمائي التطوري على أنه فرع منفصل من العلوم منذ فترة قريبة في عام 1999.
ركزت معظم الدراسات في مجال علم الأحياء النمائي التطوري على مجال تطور الحيوان، وكان أحد أسباب ذلك وجود النماذج الحية مثل ذبابة الدروسوفيلا (Drosophila melanogaster)، ونيماتودا الربداء الرشيقة (Caenorhabditis elegans) وسمكة دانيو المخططة والقيطم الأفريقي (Xenopus laevis). ومع ذلك، منذ عام 1980 ساعدت وفرة المعلومات حول مورفولوجيا النبات إلى جانب التقنيات الجزيئية الحديثة في تسليط الضوء على أنماط النمو الفريدة في المملكة النباتية أيضًا.

## الكائنات الحية وقواعد البيانات والأدوات
أكثر النماذج الحية النباتية أهمية التي تمثل نمو النباتات هما نباتا رشاد أذن الفأر والذرة الصفراء. كانت الذرة الصفراء تقليديًا المفضلة لدى علماء الوراثة النباتيين، في حين تتوفر معلومات تفصيلية حول جميع مجالات فيزيولوجيا نبات رشاد أذن الفأر ونموه تقريبًا (Arabidopsis thaliana). بالإضافة إلى هذين النباتين، استُخدمت أيضًا نباتات الأرز وفم السمكة الشائع (Antirrhinum majus) وجنس الملفوف (Brassica) والبندورة في العديد من الدراسات. عُرف تسلسل الحمض النووي لنباتي رشاد أذن الفأر والأرز بالكامل، بينما ما يزال العمل جاريًا على البقية. من الجدير بالذكر هنا أن المعلومات المأخوذة من تلك النماذج الحية تشكل أساس معرفتنا النمائية. استُخدم جنس الملفوف (Brassica) في المقام الأول بسبب موقعه الملائم ضمن شجرة تطور الفصيلة الصليبية (Brassicaceae)، بينما كان نبات فم السمكة الشائع نموذجًا ملائمًا لدراسة بنية الورقة. استُخدِم الأرز تقليديًا لدراسة الاستجابة للهرمونات مثل حمض الأبسيسيك والجبرلين بالإضافة إلى دراسة الاستجابة للضغوط. مع ذلك تُدرس في الآونة الأخيرة سلالات الأرز البرية إلى جانب السلالات المستأنسة بحثًا عن بنيتها الوراثية الأساسية.
يعارض البعض تعميم مفهوم النماذج الحية على المملكة النباتية. إحدى الحجج هي أن تأثير تعطيل المورثات في الظروف المخبرية لن يعكس استجابة النباتات الحقيقية في الطبيعة. وأيضًا قد لا تكون الجينات الأساسية المفترضة مسؤولة عن الأصل التطوري لتلك الصفة. نظرًا لهذه الأسباب، اقترح إجراء دراسة مقارنة لصفات النبات للحصول على أفضل النتائج.
منذ السنوات القليلة الماضية، بدأ الباحثون فعلًا بالنظر إلى الكائنات الحية غير النموذجية وغير التقليدية باستخدام التقنيات الوراثية الحديثة. أحد الأمثلة عن ذلك هو مشروع الجينوم الزهري (Floral Genome Project) الذي يسعى لدراسة تطور النماذج الحالية للبنية الوراثية للزهرة من خلال التحليل المقارن للجينات، مع التركيز على السلاسل الموسومة ذات التعبير (EST sequences). توجد العديد من المشاريع الجارية المشابهة لمشروع الجينوم الزهري، تهدف إلى إيجاد أنماط محفوظة متنوعة لتطور شكل النبات. توجد السلاسل الموسومة ذات التعبير لبعض النباتات غير النموذجية على شبكة الإنترنت مثل قصب السكر والتفاح واللوتس والشعير والسيكاد والقهوة، على سبيل المثال لا الحصر. يهدف مشروع جينوم السيكاد على سبيل المثال إلى فهم الفروقات في البنية والوظيفة للجينات بين عاريات البذور ومغطاة البذور عبر نمذجة رتبة السيكاديات (Cycadales). في هذه العملية، يعتزم المشروع إتاحة المعلومات لدراسة تطور البذور والمخاريط وتطور أنماط دورات الحياة. في الوقت الحالي، تشمل أهم الجينومات المُسَلسَلة -من وجهة نظر علم الأحياء النمائي التطوري- جينوم رشاد أذن الفأر (من النباتات الزهرية)، والحور (من النبات الخشبية)، وحزاز الأرض المفترش (Physcomitrella patens) (من الحزازيات) والذرة الصفراء (معلومات وراثية موسعة)، ونوع الكلاميدوموناس (Chlamydomonas reinhardtii) (من الطحالب الخضراء). يمكن بسهولة إدراك تأثير مثل هذا الكم الهائل من المعلومات على فهم الآليات النمائية المشتركة الأساسية.
بعيدًا عن السلاسل الموسومة ذات التعبير وسلاسل الجينوم، تسمح العديد من التقنيات مثل تفاعل البوليميراز المتسلسل (PCR) ونظام فحص التهجين الثنائي، والمصفوفات الميكروية، وتدخل الآر إن إيه، والتحليل التسلسلي للتعبير المورثي (SAGE)، وتحديد موقع الصفة النوعية (QTL mapping)، وغيرها بالدراسة السريعة لأنماط النمو النباتية. في الآونة الأخيرة، بدأ استخدام التهجين بين الأنواع على مصفوفات ميكروية لدراسة حفظ وتنوع أنماط تعبير الآر إن إيه الرسول بين الأنواع ذات القرابة. تطورت تقنيات تحليل هذا النوع من البيانات أيضًا على مدار العقد الماضي. نمتلك الآن نماذج أفضل عن التطور الجزيئي، وخوارزميات تحليل أدق، وقدرة حاسوبية أفضل نتيجة للتطورات في علوم الحاسوب.

## تطور مورفولوجيا النبات
تقترح الأدلة تشكل الزبد الطحلبي على الأرض قبل 1,200 مليون سنة، ولكن لم تظهر النباتات على الأرض حتى العصر الأردوفيشي، قبل قرابة 500 مليون سنة. بدأت النباتات بالتنوع في أواخر العصر السيلوري، قبل 420 مليون سنة تقريبًا، وتظهر الثمار وتنوعاتها بشكل تفصيلي ملحوظ في التجمع الأحفوري الذي يعود إلى العصر الديفوني المبكر المعروف باسم صخر رايني الصواني (Rhynie chert). يحتفظ هذا الصخر بالتفاصيل الخلوية للنباتات الأولى التي تحجرت في الينابيع البركانية. مع حلول العصر الديفوني الأوسط، أصبحت معظم الميزات المعروفة في نباتات اليوم موجودة، بما في ذلك الجذور والأوراق. مع حلول العصر الديفوني المتأخر، وصلت النباتات إلى درجة من التعقيد سمحت لها بتكوين غابات أشجار طويلة. استمر الابتكار التطوري بعد العصر الديفوني. بقيت معظم المجموعات النباتية سليمة نسبيًا بعد الانقراض البرمي الثلاثي على الرغم من تغير بنية المجتمعات. ربما أتاح ذلك الظروف لتطور النباتات الزهرية في العصر الثلاثي (قبل 200 مليون سنة تقريبًا)، فاجتاحت العصر الطباشيري والعصر الثالث. أحدث مجموعة رئيسة تطورت من النباتات هي الأعشاب التي أصبحت ذات أهمية في منتصف العصر الثالث، قبل 40 مليون سنة. طورت الأعشاب والعديد من المجموعات الأخرى آليات استقلاب جديدة للبقاء على قيد الحياة في ظروف نقص ثاني أكسيد الكربون والحرارة المرتفعة والجفاف في المناطق خلال العشرة ملايين سنة الماضية.